# Westrussische Befreiungsarmee
Die Westrussische Befreiungsarmee (auch Freiwillige Russische Westarmee oder Bermondt-Armee) war eine Weiße Armee im westlichen Baltikum während des russischen Bürgerkrieges und des Lettischen Unabhängigkeitskrieges. Der Befehlshaber Pawel Bermondt-Awaloff verfügte über Truppen von etwa 30.000 Soldaten russischer, baltendeutscher und reichsdeutscher Herkunft. Die Armee kämpfte im Herbst 1919 gegen die ein Jahr vorher ausgerufene Republik Lettland.

## Entstehung
Im Sommer 1918 gab es Planungen des deutschen Heeres, auf St. Petersburg vorzurücken. Bei Pleskau bildeten sich Anfänge einer antibolschewistischen Westarmee, die sich aus russischen Kriegsgefangenen in Deutschland rekrutierte. Nach dem Ende des Ersten Weltkrieges kam es am 26. November 1918 zu einem Gefecht mit den Bolschewiki, die zu weitgehender Auflösung des Verbandes führten. Eine Abteilung unter Oberst von Neff zog sich nach Estland zurück und bildete später den Grundstock der Nordarmee des Generals Judenitsch. Aus einer kleineren Gruppe um Fürst Lieven bildete sich in Kurland die Abteilung Lieven der Baltischen Landeswehr, die von Deutschland Sold und Ausrüstung bezog. Auf Anordnung der Entente-Mächte kämpften 1919 im Baltikum auch noch reguläre deutsche Truppenverbände, die Baltische Landeswehr und Freikorps unter dem Oberbefehl des Grafen Rüdiger von der Goltz gegen die Bolschewiki.
Verhandlungen über eine Vergrößerung der russischen Einheiten in Kurland kamen erst im Mai 1919 zum Abschluss, nachdem die Entente erstmals die Rückführung der reichsdeutschen Truppen aufgrund von § 12 des Waffenstillstandsvertrags von Compiegne forderte. Dem Fürsten Lieven wurden so die gemischten Abteilungen der Obersten Bermondt und Wirgolitsch zugeführt. Im Juli 1919 schied Lieven als Befehlshaber aus, nachdem seine Abteilung zur Nordarmee von Judenitsch abtransportiert worden war. Da sich kein namhafter russischer General als Nachfolger fand, wurde Bermondt schließlich als Oberbefehlshaber der in Kurland verbliebenen russischen Truppen bestätigt.
Nach dem Beginn des Abtransports deutscher Truppen im Juli 1919 traten viele Deutsche zu den Russen über, um so weiterhin im Osten bleiben zu können. Hierbei handelte es sich oft um Leute, die wegen irgendwelcher Vergehen aus ihren Verbänden entlassen wurden. Auch Disziplin und Moral der russischen Soldaten waren teilweise mangelhaft.
Ziel der Befreiungsarmee war es, je nach politischer Lage über Dünaburg auf Moskau oder St. Petersburg vorzugehen, um so gemeinsam mit den anderen weißen Armeen die bolschewistische Herrschaft in Russland zu beenden. Hierzu wurden im August mit dem Deutschen Reich, der Entente sowie Litauen und Lettland Verhandlungen geführt. Nachdem die Entente eine Anrechnung der Unterhaltskosten auf die Reparationsleistungen Deutschlands verweigerte, hing die Finanzierung der Armee in der Luft. Die Verhandlungen des Generals Rüdiger von der Goltz mit privaten Geldgebern aus der Industrie scheiterten. Auch Estland und Lettland sahen die Bermondt-Armee als Bedrohung ihrer Existenz an. Trotzdem verweigerte Major Bischoff am 23. August den Befehl zum Abtransport seiner Eisernen Division und überführte seinen Verband geschlossen in russische Dienste. Weitere Freikorps schlossen sich an.

## Gliederung
Zur Armee gehörten:
- Korps Graf Keller (Oberst Potozki): etwa 10.000/7.000 Soldaten, bei Jelgava
- Korps Virgolitsch (Oberst Virgolitsch): etwa 5.000/3.500 Soldaten, in Nordlitauen stationiert
- Eiserne Division (Major Bischoff): etwa 18.000/15.000 Soldaten, bei Jelgava, trat im August bei
- Deutsche Legion (Kapitän z. S. Siewert): etwa 12.000/9.000 Soldaten, die sich aus verschiedenen selbstständigen Freikorps zusammengeschlossen hatten.
- Freikorps Plehwe (Hauptmann von Plehwe): etwa 3.000 Soldaten (das ehemalige 2. Garde-Reserve-Regiment), vor Libau
- Freikorps Diebitsch: etwa 3.000 Soldaten, zum Bahnschutz in Litauen.
- Freikorps Roßbach: etwa 1.000 Soldaten, erschien Ende Oktober nach einem Marsch über 1.200 km vor Riga.

## Konfrontation mit der Republik Lettland

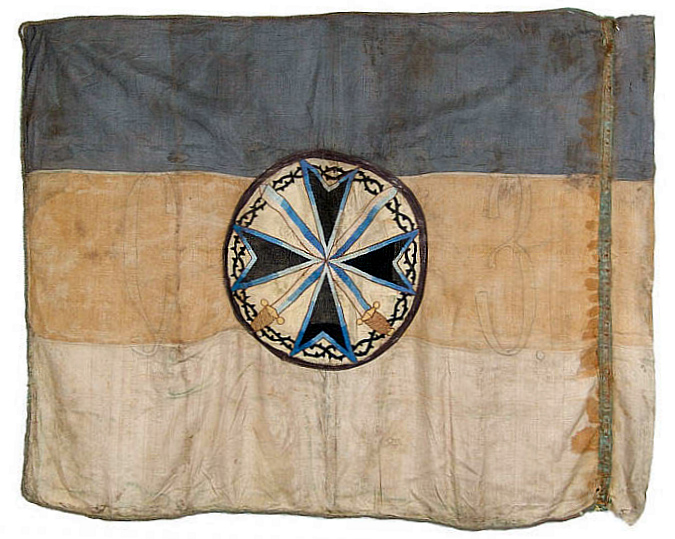
Eine der wenigen erhaltenen Flaggen der Westrussischen Befreiungsarmee

Die politische Lage verschlechterte sich weiter. Eine neue Regierung in Litauen verweigerte den Durchzug nach Russland und die Gewährung einer Basis. Nach anfänglicher Unterstützung des Russlandunternehmens verbot die Weimarer Regierung, auf Druck der Entente, den Übertritt deutscher Soldaten zu den Russen und befahl der Reichswehr, die ostpreußische Grenze für den Nachschub zu sperren. General Rüdiger von der Goltz wurde am 4. Oktober 1919 endgültig abberufen. Trotzdem startete Bermondt mit den Freikorps eine Offensive bis vor die Düna, um die Republik Lettland zu Verhandlungen zu zwingen. Mit Unterstützung durch britische Schiffsartillerie und estnische Panzerzüge folgte im November eine lettische Gegenoffensive, welche Bermondts Armee zum Rückzug zwang. Auch Mitau ging unter verlustreichen Kämpfen verloren. Bermondt setzte sich nach Dänemark ab. Die deutschen Reste der in seiner Armee versammelten Freikorps wurde am 10. November dem deutschen Generalleutnant von Eberhardt, Nachfolger von der Goltz’ als Kommandeur des VI. Reserve-Korps in Allenstein, unterstellt, der die Evakuierung der verbliebenen deutschen Freikorps über Litauen nach Ostpreußen organisierte. Dies war bis Mitte Dezember 1919 abgeschlossen.

## Kommandeure
| Dienstgrad  | Name                                  |
| ----------- | ------------------------------------- |
| Rittmeister | Anatol Pawlowitsch Lieven             |
| Oberst      | Pawel Michailowitsch Bermondt-Awaloff |

### Zeitgenössische Darstellungen
- Pawel Bermondt-Awaloff: Im Kampf gegen den Bolschevismus. Erinnerungen. Berlin 1925.
- Josef Bischoff: Die letzte Front. Geschichte der Eisernen Division im Baltikum 1919. Berlin 1935.
- Darstellungen aus den Nachkriegskämpfen deutscher Truppen und Freikorps. Bd. 3: Die Kämpfe im Baltikum nach der zweiten Einnahme von Riga. Juni bis Dezember 1919. Berlin 1938.

### Neuere Literatur
- Inta Pētersone (Hrsg.): Latvijas Brīvības cīņas 1918–1920. Riga 1999, ISBN 9984-00-395-7.
- Bernhard Sauer: Vom Mythos eines ewigen Soldatentums. Der Feldzug deutscher Freikorps im Baltikum im Jahre 1919. In: Zeitschrift für Geschichtswissenschaft, 43. Jahrgang 1995, Heft 10 (PDF, 7,4 MB).
- Wilhelm Lenz: Die Bermondt-Affaire 1919. In: Journal of Baltic Studies 15 (1984/1), ISSN 0162-9778, S. 17–26.